# 托尼·亚当斯
托尼·亚历山大·亚当斯，MBE（Tony Alexander Adams，1966年10月10日—）是英格蘭足球運動員，司職後衛，球員生涯只效力英超球會阿森纳，亦曾是英格蘭國家隊的主力，亦是阿仙奴及國家隊的隊長。

## 球員生涯
阿當斯出生於英國首都倫敦黑弗靈區的羅姆福德（Romford），早在1980年年僅14歲便加入自小擁護的倫敦足球俱乐部阿仙奴。1983年11月5日剛渡過17歲生日4週時已首度在一隊亮相，當時是對手是新特蘭。直到1985/86年球季阿當斯成為一隊常規正選。1987年英格蘭聯賽盃決賽在溫布萊球場擊敗利物浦獲得首面冠軍獎章。
在當時領隊佐治·格拉咸的領導下，阿仙奴後防四將（famous four）阿當斯、迪臣（Lee Dixon）、溫特本（Nigel Winterburn）及保特（Steve Bould）以良好的默契探用越位陷阱戰術，一直成為阿仙奴的後防主力。在剛踏入1988年，阿當斯以21歲之齡成為球會史上最年輕的隊長。阿當斯早年曾為球會贏得1987年英格蘭聯賽杯、兩屆頂級聯賽冠軍（1989、1991），以及1993年英格蘭足總盃。
而他的國家隊生涯亦正式開始，於1987年2月18日首次代表國家隊友賽出戰西班牙。阿當斯曾出席1988年在西德舉行的歐洲國家盃。
由於出道過太早，阿當斯亦一度酗酒成性，更於1990年因醉酒駕駛而被判入獄四個月，最後服刑兩個月，亦曾因在酒吧與人打架而被罰款。正因如此，阿當斯錯過了兩項國際性大賽，包括1990年世界盃和1992年歐洲國家盃。
其後阿當斯重新振作，不但重獲球會和國家隊隊長一職，亦在1996年歐洲國家盃正式重返國家隊。與此同時法國籍教練溫格入主阿仙奴，阿當斯亦成為球會的核心人物，曾於1997/98年球季贏得英超聯賽冠軍，一度令阿仙奴威脅當時壟斷著英超的曼聯，可惜阿當斯此後屢受傷患困擾，不但令阿仙奴連續數季落後於曼聯，亦令英格蘭國家隊失利於2000年歐洲國家盃外圍賽，於2000年10月7日2002年世界盃外圍賽主場0-1負於德國後他亦退出國家隊。2001/02年球季，阿當斯帶領阿仙奴在季尾取得13連勝，從後趕上一度領先12分的曼聯，贏得另一個英超聯冠軍，隨後阿當斯亦宣佈退役。

## 退役後
早在退役前阿當斯已經入讀英國的布魯爾大學（Brunel University）主修運動科學，並取得學士名銜，以便為日後成為領隊鋪路。結果阿當斯亦於2003年執教英格蘭低組別聯賽球會韋甘比。不料僅執教一個球季，阿當斯便以私人理由辭去領隊一職。阿當斯在2004年入選英格蘭足球名人堂，以表揚他在英格蘭足球界的貢獻。
在2005年7月7日，阿當斯接受荷蘭球會飛燕諾的邀請，出任球會的助教，主要負責訓練預備組和青年軍。阿當斯其後亦曾在荷蘭另一支球會烏德勒支擔任一隊助教，任教日期由2006年1月15日至2月2日，為期不足一個月。
2008年10月28日阿當斯接任英超球會樸茨茅夫領隊一職。2009年1月31日樸茨茅夫以1-3負於，自阿當斯上任後15戰僅獲兩勝，最近一場勝仗已是去年11月30日3-2擊敗，排名跌至第15位，離降級區域僅是1分之差，2月9日於球隊2-3負於利物浦後，近8戰7敗，阿當斯終被樸茨茅夫辭退。
2010年5月11日阿當斯任教阿塞拜疆足球甲級聯賽球會加巴拉（Gabala），簽約三年。2011年11月16日離任。2012年10月，亚当斯重返加巴拉，担任体育总监一职。

## 軼事
阿當斯在效力阿仙奴期間外號為「阿仙奴先生」，為紀念他在阿仙奴的貢獻，其球衣號碼「6」在他退役後便一直封存，直至2006/07年賽季才意外地交到瑞士後防小將辛達路斯手上。
2011年12月10日，阿仙奴因應創會125周年紀念，在酋長球場門外豎立阿當斯的銅像。

## 榮譽

### 球員
阿仙奴
- 英格蘭甲組聯賽/英格蘭超級聯賽
  - 冠軍（4）：1988/89年、1990/91年、1997/98年、2001/02年；
  - 亞軍（3）：1998/99年、1999/00年、2000/01年；
- 英格蘭足總盃
  - 冠軍（3）：1992/93年、1997/98年、2001/02年；
  - 亞軍（1）：2000/01年；
- 英格蘭聯賽盃
  - 冠軍（2）：1986/87年、1992/93年；
  - 亞軍（1）：1987/88年；
- 歐洲足協盃
  - 亞軍（1）：1999/00年；
- 歐洲盃賽冠軍盃
  - 冠軍（1）：1993/94年；
  - 亞軍（1）：1994/95年；
- 歐洲超級盃
  - 亞軍（1）：1994年；
- 英格蘭社區盾
  - 冠軍（3）：1991年〈併列〉、1998年、1999年；
  - 亞軍（2）：1989年、1993年；

## 外部連結
- Sporting Chance （页面存档备份，存于）
- Tony Adams at soccerage （页面存档备份，存于）
- English Football Hall of Fame Profile
- Photos and stats （页面存档备份，存于） at sporting-heroes.net
- Playing stats at soccerbase.com

| 體育角色         | 體育角色               | 體育角色      |
| ---------------- | ---------------------- | ------------- |
| 前任： 堅尼·森臣 | 阿仙奴隊長 1988-2002年 | 繼任： 韋拉   |
| 前任： 大衛·柏列 | 英格蘭隊長 1994-1996年 | 繼任： 舒利亞 |